# 丛京生
丛京生（1963年—），男，北京人，美籍华裔计算机科学家。

## 生平
1963年出生于北京，1985年毕业于北京大学计算机系。1987年毕业于伊利诺伊大学厄巴纳-香槟分校硕士学位，1989年同校博士毕业。1990年加入加利福尼亚大学洛杉矶分校。2009年担任该校协理副教务长，主管国际合作，并担任北京大学-UCLA理工联合研究所共同主任。

## 奖项和荣誉
2000年当选美国电气电子工程师学会会士。2007年受聘于北京大学被选为第三批长江学者讲座教授。2017年2月当选为美国国家工程院院士。2017年获中国计算机学会海外杰出贡献奖。